# Mont-Saint-Vincent
Mont-Saint-Vincent település Franciaországban, Saône-et-Loire megyében. Lakosainak száma 310 fő (2022. január 1.). Mont-Saint-Vincent Saint-Micaud, Collonge-en-Charollais, Gourdon, Marigny és Mary községekkel határos.

## Népesség
A település népességének változása:
| Lakosok száma | 336  | 334  | 342  | 327  | 321  | 315  | 315  | 313  | 310  |
|               | 2013 | 2015 | 2016 | 2017 | 2018 | 2019 | 2020 | 2021 | 2022 |